# Scorbé-Clairvaux
Scorbé-Clairvaux är en kommun i departementet Vienne i regionen Nouvelle-Aquitaine i västra Frankrike. Kommunen ligger i kantonen Lencloître som tillhör arrondissementet Châtellerault. År 2022 hade Scorbé-Clairvaux 2 177 invånare.

## Befolkningsutveckling
Antalet invånare i kommunen Scorbé-Clairvaux
| Referens: INSEE |